# Bínu (yema de calabaza)
Bínu es la yema de la calabaza (Cucurbita moschata). Específicamente, es la flor femenina de la calabaza recolectada antes de su antesis o apertura floral. Se compone de tres partes: un pedúnculo crujiente, un ovario carnoso, y un pétalo suave. Es un vegetal con un alto contenido en proteínas y minerales.

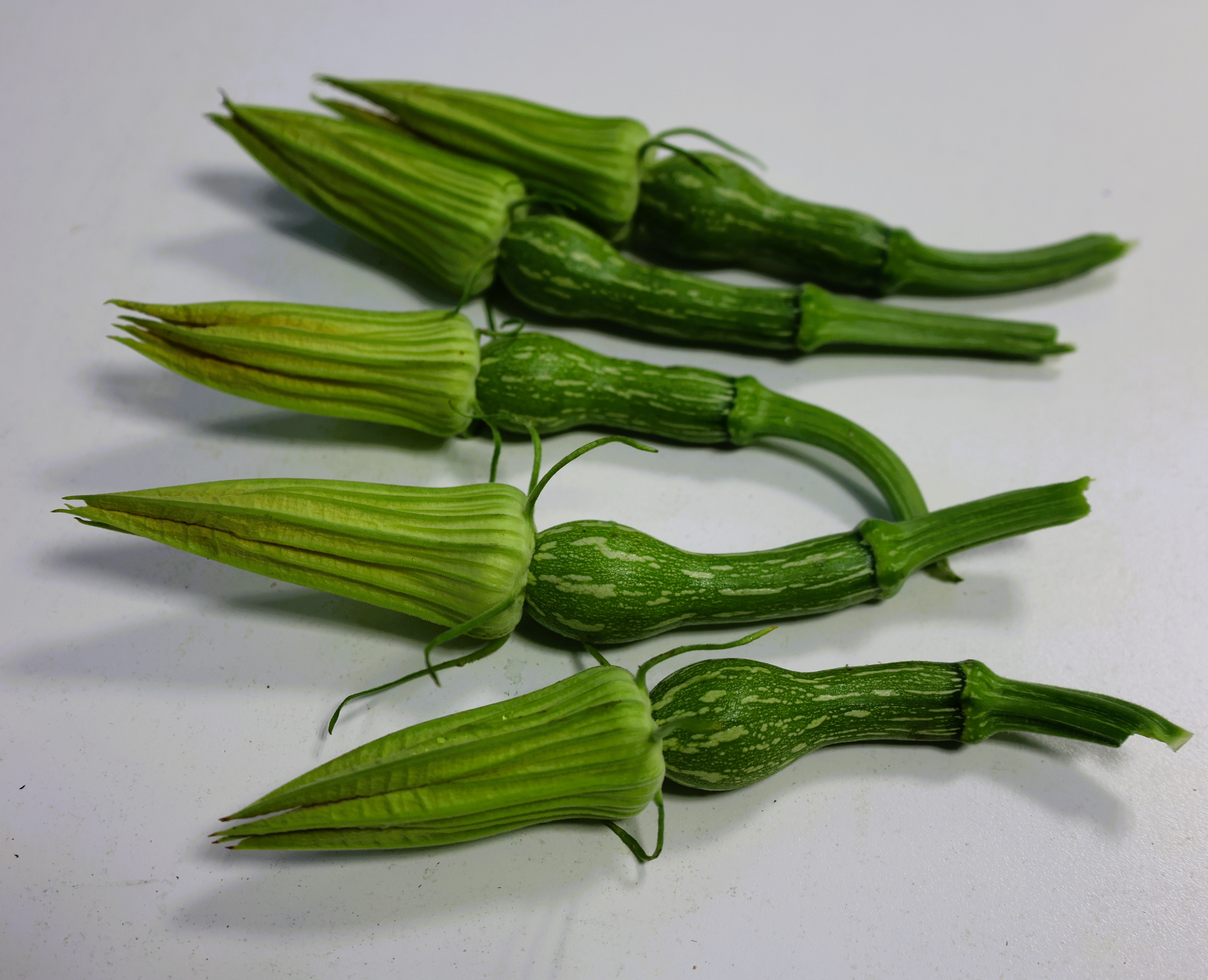

Bínu se diferencia de la flor comestible de calabacín (Cucurbita pepo), ya que estas últimas normalmente son flores abiertas, masculinas o femeninas, que no se consumen antes de su apertura, lo que genera una textura y sabores diferentes. Además, en el caso de Bínu, también se consume el pedúnculo.

## Origen
Bínu pertenece a la especie Cucurbita moschata. Es un concepto vegetal de la familia de las calabazas (Cucurbita maxima) seleccionado para la producción de yemas florales. Ha sido mejorado para su cultivo durante los 12 meses del año bajo invernadero, y su origen proviene del continente asiático.

## Cultivo
Bínu es el resultado de un proyecto de mejora vegetal enfocado en obtener una variedad seleccionada para la producción de yemas mayoritariamente femeninas y un cultivo con producción durante los 12 meses del año bajo invernadero. 

## Partes Comestibles

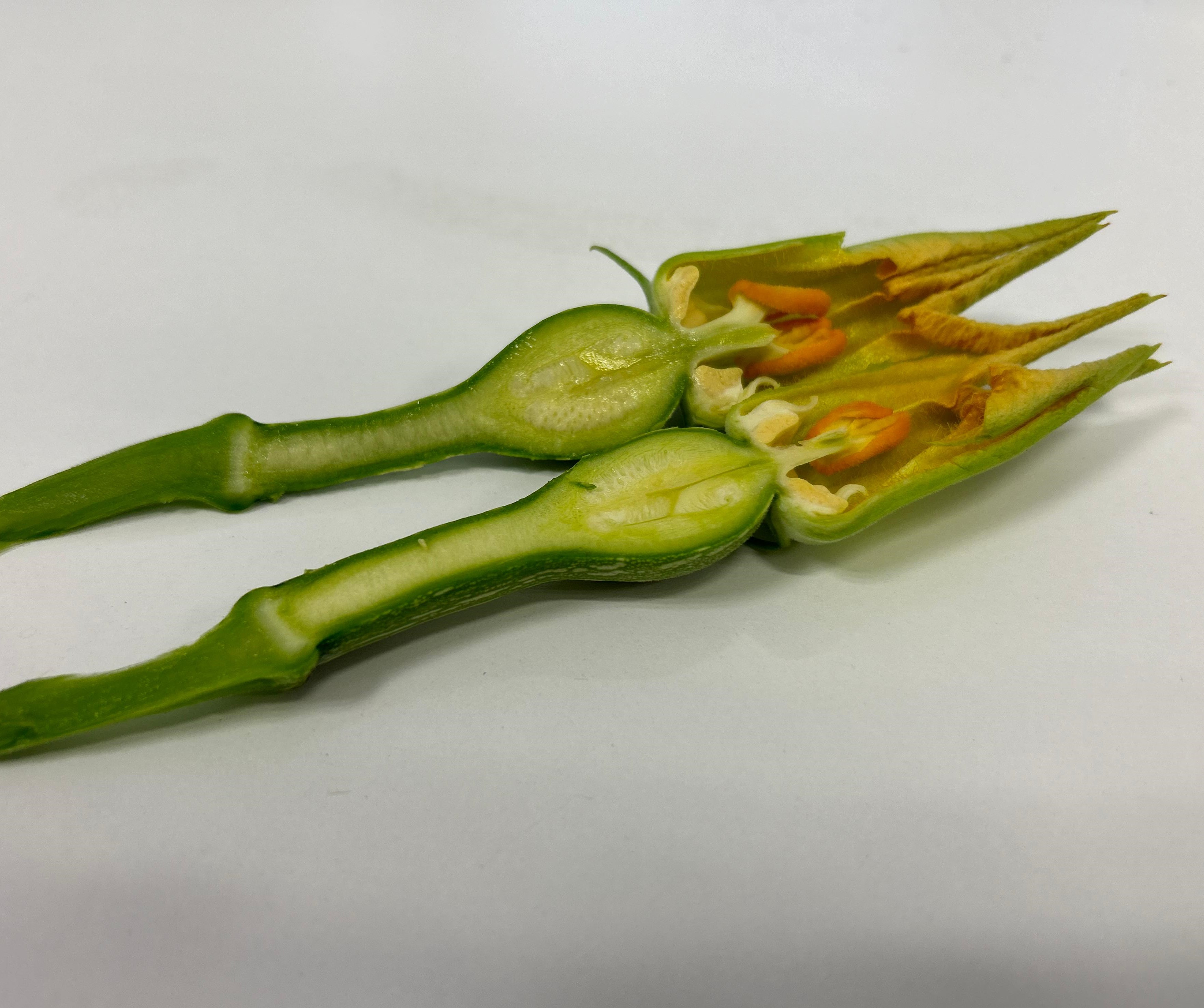

Bínu se consume en sus tres partes: el pedúnculo, que es crujiente; el ovario, que es carnoso y con un sabor intenso; y los pétalos, que son suaves al paladar. Los pétalos aportan contraste de texturas y contienen compuestos secundarios beneficiosos, el ovario es crujiente debido a las reservas que almacena para producir el futuro fruto, y el pedúnculo, que transporta las reservas desde la planta al ovario, es nutritivo y tiene una textura crujiente que lo hace interesante en la gastronomía. 

## Características organolépticas
- Color: Amarillo en la zona de los pétalos, verde claro y verde medio moteado en la zona del ovario, y verde medio en la zona del pedúnculo.

- Apariencia: Tiene una forma alargada de 10-15 cm y un peso de 20 g. Al ser una flor recolectada antes de la antesis, el pétalo se encuentra cerrado, con un ovario de textura firme y tersa, y un pedúnculo crujiente.

- Aroma y sabor: Característicos de la variedad.[1]

## Valor nutricional
| Propiedades por 100g  | Bínu  |
| --------------------- | ----- |
| Proteínas (g)         | 3,21  |
| Grasas (g)            | 0,21  |
| Carbohidratos (g)     | 5,66  |
| Calorías (g)          | 37,53 |
| Minerales totales (g) | 1,41  |